# Berghaarmuts
Berghaarmuts (Orthotrichum alpestre) is een soort uit het geslacht haarmuts (Orthotrichum).

## Determinatie
De planten zijn klein, tussen 0,5 en 2,3 cm lang, met stengelbladeren die losjes rechtopstaand zijn en licht gedraaid wanneer droog. De bladeren zijn langwerpig tot eivormig-lancetvormig, 2-3,5 mm lang, met hele randen en een scherpe punt. De cellen aan de basis van het blad zijn langwerpig tot rechthoekig, met dunne wanden, terwijl de cellen aan de bovenkant 9-14 µm groot zijn, enkele lagen dik met papillen. De plant heeft gespecialiseerde vormen van aseksuele voortplanting op de bladeren. De sporenkapsel, waarin de sporen worden geproduceerd, is half tot driekwart uitstekend, ovaal-langwerpig van vorm, met acht sterke ribbels en dubbele tanden. De calyptra (huikje), die de sporenkapsel bedekt, is langwerpig en behaard met sterk gepapilleerde haren. De sporen zijn 10-15 µm groot.

## Ecologie
Berghaarmuts wordt in Europa vaak van rotsen opgegeven, maar groeiplaatsen op bomen zijn ook niet ongewoon.

## Verspreiding
Berghaarmuts is een arctisch-boreale-montane soort. Het verspreidingsgebied omvat grote delen van het noordelijk halfrond.
Berghaarmuts is in Nederland ondanks de soortsnaam ‘alpestre’ beneden zeeniveau gevonden. Op een en dezelfde excursiedag in 2000 werd deze epifyt samen met twee andere voor Nederland nieuwe haarmutsen Orthotrichums hispanicum en Orthotrichums shawii gevonden in het Horsterwold bij Zeewolde in Zuidelijk Flevoland. 